# カルノソール
カルノソール(Carnosol)は、ローズマリー(Rosmarinus officinalis)やサルビア・パキフィラ(Salvia pachyphylla)等のハーブに含まれるフェノール性化合物である。カルノソールはカルノシン酸と同様にNrf2（NFE2L2）を活性化し、生体防御機構を作動させ、神経細胞死を抑制することが知られている。